# Verbascum rostafinskii
Verbascum rostafinskii är en flenörtsväxtart som beskrevs av Aleksander Zalewski. Verbascum rostafinskii ingår i släktet kungsljus, och familjen flenörtsväxter. Inga underarter finns listade i Catalogue of Life.